# Pacsmagi-tavak Természetvédelmi Terület
A Duna–Dráva Nemzeti Park Igazgatóság felügyelete alá tartozó Pacsmagi-tavak Természetvédelmi Terület Tamási és Regöly között a Koppány folyó meanderező völgyében található. A tó eredetileg mint víztározó emberi közreműködéssel jött létre. A viszonylag nagy vízfelület idővel a vándormadarak fontos szálláshelyévé vált. Ezért 1990-ben védetté nyilvánították és bekerült a ramszari egyezmény védett területeinek listájába. Több veszélyeztetett és védett madár fészkelőhelye, úgy mint a vörös listán szereplő:
- kis kócsag
- bakcsó
- bölömbika
- vörös gém
- fekete gólya
- rétisas
- haris
- vagy gyurgyalag.

Magyar szempontból kiemelt természeti érték az itt növő magyar kosbor és a fokozottan védett cigányréce.
A terület alapját kréta kori sziklák képezik, amelyek közé a Balatonból eredő Koppány folyó vájt mély völgyet és itt a folyami hordalékból kialakult löszréteg határozza meg a növénytakarót.